# Acanthognathus laevigatus
Acanthognathus laevigatus is een mierensoort uit de onderfamilie van de Myrmicinae. De wetenschappelijke naam van de soort is voor het eerst geldig gepubliceerd in 2009 door Galvis & Fernández.